# فستالية جذابة
فستالية جذابة (الاسم العلمي: Vestalis amoena) هي نوع من الحشرات يتبع جنس الفستالية من الفصيلة الرعاشية.